# Giuseppe Francica-Nava di Bontifé
Giuseppe Francica-Nava di Bontifé (ur. 23 lipca 1846 w Katanii, zm. 7 grudnia 1928 w Katanii) – włoski duchowny katolicki, arcybiskup Katanii, nuncjusz w Hiszpanii, kardynał
Miał szlacheckie pochodzenie. Urodził się w rodzinie barona Bondife, matka zaś wywodziła się z książąt Reburdone. Sakramentów chrztu i bierzmowania udzielił mu jego wuj, Giovanni Guttadauro di Reburdone. Uczył się w seminarium w Katanii, a następnie w Caltanissettcie. Uzyskał licencjat z teologii. Święcenia kapłańskie otrzymał 22 maja 1869 z rąk biskupa Giovanniego Guttadauro di Reburdone. Wyjechał do Rzymu na dalsze studia na Uniwersytecie Gregoriańskim (zakończone doktoratem z teologii i filozofii), a także na Ateneum „S. Apolinare” (doktorat utroque iure). Studiował też w rzymskiej szkole dla przyszłych dyplomatów. Był następnie profesorem seminarium w Caltanissetta, a od 1879 rektorem. W 1877 był wysłannikiem papieskim, podczas wręczania kapelusza kardynalskiego arcybiskupowi Lyonu Louis-Marie-Joseph-Eusèbe Caverot. Sprawował funkcje prowikariusza, a później wikariusza generalnego Caltanissetty. Od 1879 był honorowym kanonikiem katedry, a także prałatem domowym Jego Świątobliwości.
9 sierpnia 1883 otrzymał nominację na biskupa pomocniczego Caltanissetty ze stolicą tytularną Alabanda. Głównym konsekratorem był biskup Giovanni Guttadauro di Reburdone, jego wuj. W maju 1889 został nuncjuszem w Belgii i jednocześnie arcybiskupem tytularnym Heraclea in Europa. 18 marca 1895 przeniesiony na arcybiskupstwo w rodzinnym mieście Katania. W 1896 został też nuncjuszem w Hiszpanii.
Na konsystorzu z czerwca 1899 kreowany kardynałem prezbiterem. Brał udział w trzech konklawe: 1903, 1914 i 1922 roku. Umarł jako kardynał protoprete o godzinie 14.25, 7 grudnia 1928 roku. Przyjął ostatnie namaszczenie i apostolskie błogosławieństwo od biskupa Giovanni Jacono z Caltanissetty. Pochowany został w katedrze w Katanii.